# Szimbiotikum
Szimbiotikumok a probiotikumok és a prebiotikumok megfelelő kombinációi. A Gasztroenterológiai Világszervezet ( World Gastroenterology Organisation, WGO) irányelve alapján:
- A probiotikumok olyan élő mikroorganizmusok, amelyek megfelelő mennyiségben alkalmazva kedvező hatással vannak a gazdaszervezetre (értsd emberi szervezetre).1
- A prebiotikumok az emberi bélben szelektíven fermentálódó anyagok, amelyek specifikus változásokat idéznek elő a bélflóra összetételében és/vagy aktivitásában, ilyen módon kedvező hatással vannak a gazdaszervezetre (értsd emberi szervezetre).1

A leggyakrabban használt probiotikus baktériumok a Lactobacillus és a Bifidobacterium törzsekbe tartoznak. A prebiotikumok általában oligo- vagy poliszacharidok, mint például
- frukto-oligoszacharid (FOS),
- inulin,
- galakto-oligoszacharid (GOS),
- laktulóz,
- anyatej oligoszacharidok.

A prebiotikum javítja a vele együtt adagolt probiotikum(ok) túlélését az emésztőrendszerben, illetve serkenti a probiotikum(ok) bélben történő elszaporodását. A normál bélflóra jótékony baktériumai is hasznosítják a prebiotikumokat, ezáltal támogatva a gazdaszervezet egészségét.
Összességében: a szimbiotikumok tartalmazzák a szervezet számára jótékony hatású probiotikumokat, illetve a bélflóra/probiotikumok számára hasznos prebiotikumokat is.
A pro- és prebiotikumok együttes adagolásának hatásosságát a megelőzés és a terápia több területén is vizsgálatok igazolják.

## Forrás
- World Gastroenterology Organisation Global Guidelines; Probiotics and prebiotics (pdf), 2023. február 1.
- Pandey KR, Naik SR, Vakil BV. (2015. március 15.). „Probiotics, prebiotics and synbiotics- a review” 52 (12), 7577—7587. o. DOI:10.1007/s13197-015-1921-1. PMID 26604335.
- Swanson KS, Gibson GR, Hutkins R, Reimer RA, Reid G, Verbeke K, Scott KP, Holscher HD, Azad MB, Delzenne NM, Sanders ME. (2020. március 15.). „The International Scientific Association for Probiotics and Prebiotics (ISAPP) consensus statement on the definition and scope of synbiotics”. Nat Rev Gastroenterol Hepatol 17 (11), 687—701. o. DOI:10.1038/s41575-020-0344-2. PMID 32826966.